# 961 Gunnie
961 Gunnie è un asteroide della fascia principale del diametro medio di circa 37,82 km. Scoperto nel 1921, presenta un'orbita caratterizzata da un semiasse maggiore pari a 2,6924594 UA e da un'eccentricità di 0,0934779, inclinata di 10,98362° rispetto all'eclittica.
Il suo nome è in onore della figlia dell'astronomo svedese Bror Ansgar Asplind.